# Nicodemus Kirima
Nicodemus Kirima (* 3. März 1936 in Karatina, Nyeri District, Central Province, Kenia; † 27. November 2007 in Nairobi) war römisch-katholischer Erzbischof von Nyeri in Kenia.

## Leben
Nicodemus Kirima empfing am 22. Dezember 1962 das Sakrament der Priesterweihe in Nyeri.
1978 ernannte Papst Paul VI. ihn zum Bischof von Mombasa. Die Bischofsweihe spendeten ihm am 14. Mai 1978 Maurice Michael Kardinal Otunga und die Mitkonsekratoren Agostino Kardinal Cacciavillan und Erzbischof John Njenga. Am 12. März 1988 erfolgte durch Papst Johannes Paul II. die Bestellung zum Bischof von Nyeri. Nach der Erhebung von Nyeri zum Erzbistum am 21. Mai 1990 wurde Kirima der erste Erzbischof.
Nicodemus Kirima starb an den Folgen von Nierenproblemen, nachdem er sich bereits 2002 einer Nierentransplantation unterziehen musste.